# Eva Glawischnig
Eva Glawischnig-Piesczek (28 de fevereiro de 1969; Villach, Áustria) é uma política austríaca filiada ao partido verde austríaco